# Fevča
Fevča je gorski potok, ki izvira na zahodnem grebenu gore Fevča (1486 mnm) v Karavankah. Izvira v treh izvirih, ki se združijo na nadmorski višini 1175 m. Teče vzdolž planine Fevča in je drugi levi pritok Tržiške Bistrice.